# 瓦里省

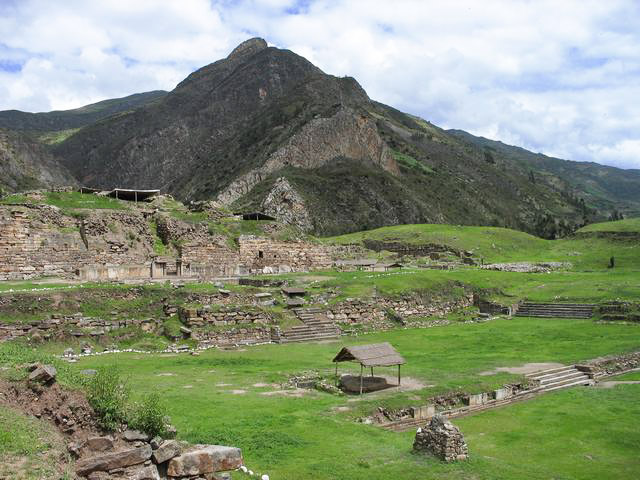

瓦里省（西班牙語：Provincia de Huari），是秘魯的省份，位於該國北部安卡什大區，首府是瓦里，面積2,771平方公里，海拔高度3,149米，2011人口64,142，人口密度為每平方公里0.02人。

## 外部連結
（西班牙文） Official web site of the Huari Province （页面存档备份，存于）
9°22′08″S 77°14′13″W / 9.36889°S 77.23694°W